# Nowy Targ
Nowy Targ je mjesto u južnoj Poljskoj. Grad ima 33 460 stanovnika (2006.).

## Sport

### Hokej na ledu
- Podhale Nowy Targ

## Kultura

### Muzeji i galerije
- Galerija Jatki  Arhivirana inačica izvorne stranice od 19. prosinca 2006. (Wayback Machine)
- Muzeum Podhalańskie PTTK

### Kina
- Kino "Tatry"
- Kino "Kabina"

## Pobratimski gradovi
- Kežmarok - Slovačka
- Radevormwald - Njemačka
- Évry - Francuska
- Roverbella - Italija

## Vanjske poveznice
- Službena stranica